# Dag saa lang
Dag saa lang (Dag så lang) er en roman ved Albert Dam (1880-1972) udgivet på H. Hagerups Forlag i 1954. Dam er 74 år ved udgivelsen af bogen.

## Handling
Romanen er stramt bygget op i tre dele: Krogen, Løbet, Skærmen.
En ældre mand (gartner) kommer på hospitalet efter et ulykkestilfælde: langt oppe i årene har han en vinterdag forsøgt sig med at løbe på skøjter og har brækket hoften.
På hospitalet delagtiggøres læseren i mandens tanker og erindringer udtrykt fra sygehussengens perspektiv, i et "fanatisk" iagttagelsesforløb og i staccato-lyrik, noterede udgiveren. Fra sengen søger hovedpersonen at komme til rette med sit liv, gøre livsregnskabet op.
Fortælleteknisk gør Dam "raffineret" brug af stream of consciousness når læseren befinder sig inderst i jegpersonens svækkede, men stadig vitale bevidsthed.

Få personer er desuden repræsenteret fra hospitalets univers. Dam er i sine beskrivelser inspireret af plantemetaforer; kvindekønnet (sygeplejersker) udgør virkeligheden i romanen:
Afdelingssygeplejersken: "skjult og aabenbar i sit urørlige Klædebon staar den evige Moder for mig. I Mænd er Sideskud der dør ud, siger hun med ubønhørlig Mildhed, og hun trækker sig tilbage i et Mørke som er Lys og sidder på begge sider af mig." (Albert Dam, Dag saa lang, 158).
Kvinderne smelter sammen for den indlagte patient, nogen gange er det sygeplejersken, andre gange hustruen, svigerinden eller den ældste datter der sidder ved hans side i sygesengen.

## Kritik
Titlen 'Dag saa lang' er måske i opposition til Ambrosius Stubs klassicisme hvor det i en forårsvise, medtaget i Højskolesangbogen, hedder: 
"Den kiedsom Vinter gik sin Gang, / Den Dag saa kort, den Nat saa lang / Forandrer sig / Saa lempelig". (Ambrosius Stub, 1705-1758).
Dag saa lang er skrevet i et sjældent udtrykt dansk sprog. Vi skal omvejen omkring poeten Per Højholt for at få svaret: som ung havde Højholt besøgt Dam, da allerede en ældre herre, som afslørede, at han ikke kunne skrive uden at have alle Ordbog over det danske Sprogs 28 bind ved hånden. Alle ord skulle slås op under skriveprocessen og her hentede Dam historisk sjældne termer og beskrivelser fra dansk litteraturhistorie. En kutyme Højholt også siden anlagde sig. Dam havde debuteret omtrent 50 år før Dag saa lang.

Ib Johansen noterer at Dams billedsprog giver mindelser om den samtidige grafiker Marcel Rasmussens geometriske billedformer som kuglen, keglen og cylinderen dominerer. 
"For Dams vedkommende manifesterer disse visualiseringer sig først og fremmest i nærdødsoplevelsens 'geometriske' udtryksformer", der henimod slutningen "tenderer mod at udkrystallisere i mere og mere abstrakte - eller quasi-kubistiske - forestillingsmønstre". (Ib Johansen).
Der er også referencer til Fibonacci-tal i romanens symmetriske opbygning. Ifølge Peter Brask indgår der veritabel kompositorisk talmystik hvor romanens afsnitsantal, kapitel og bog styres af primtallene 7, 5, 3, der tilnærmer sig Det gyldne snit. Bogen er inddelt i 3 bøger (dele), hver på 5 kapitler, igen underinddelt i 7 afsnit med overskrifter, der hver er delt i 3 afsnit uden overskrift. Alt i regelmæssig proportion.
Om bogen udtalte Ole Thorbeck: 'særpræget stil', 'voldsom intensitet' og 'dybtgående psykologi'. Også forfatteren Villy Sørensen var særdeles optaget af Dams forfatterskab. I Perioder (1962) er Sørensen ikke mindst interesseret i Dam som en moden og "voksen" forfatter, der havde et atypisk udgivelsesforløb: han udgav litteratur i 1900'erne, 1930'erne og 1950'erne indtil sin død i 1972. Sørensen undrer sig over at man i Danmark skulle været et halvt århundrede om at finde ud af at man havde en stor forfatter i Dam, ved tildelingen af Kritikerprisen til Dam i 1962. Dam var da 82 år og skulle komme til at udgive bøger indtil og med 1970.
Dag saa lang er en af de få af Dams tekster der er blevet oversat til svensk (1968) og norsk (1994).